# Dukat (Albánia)
Dukat vagy Dukat i Vjetër (’Ó-Dukat’) település Albánia délnyugati részén, Vlora városától légvonalban 25, közúton 32 kilométerre dél–délkeletre, a Rrëza e Kanalit és a Lungara-hegység közötti Dukati-síkon. Vlora megyén belül Vlora község, azon belül Orikum alközség települése. Fő nevezetességei a határában talált bronzkori dukati halomsírok.

## Fekvése
A település a délkelet–északnyugati folyásirányú Dukat-patak (Përroi i Dukatit) szűk felső völgyében, a patak jobb oldalán, a Dukati-sík (Fusha e Dukatit) délkeleti végpontján fekszik. A település hátterében az Akrokerauni-hegyvidék, azon belül a Lungara-hegység északi vonulatai emelkednek, északon a Gërxhina-hegy (Maja e Gërxhinës, 854 m), délen pedig a Paliska-hegy (Maja e Paliskës, kb. 1650 m) magasodik. A patakvölgy nyugati oldalán a Rrëza e Kanalit középhegységi láncolata választja el a települést a Jón-tengertől.
A falu nyugati határában húzódik az SH8-as jelű főút, amely Vlorát köti össze a dél-albániai Sarandával. Dukatot délkeleti irányban elhagyva, kb. 10 kilométeres autózással érhető el az 1027 méteres tengerszint feletti magasságú Llogara-hágó, amely az Albán-Riviérával biztosítja az összeköttetést.

## Története
A település környéke négyezer éve lakott, az 1970-es években fedezték fel a település határában a dukati halomsírokat. A régészeti ásatások alapján ezeket a temetkezési helyeket a korai bronzkortól a vaskor középső szakaszáig használta a környék népe, de egyes tumulusokba alkalomszerűen még az ókor végén és a középkorban is temetkeztek.
A második világháború során, 1941. február–márciusban a Brit Királyi Légierő rendszeresen bombázta Dukatot, hogy így támogassa az Albániát megszálló olaszok ellen küzdő görög szárazföldi alakulatokat. 1943 első napjaiban ádáz harc bontakozott ki az olasz megszállók és a Nemzeti Front irreguláris alakulatai között, amely az albán ellenállók győzelmével végződött, január 3-án azonban az olasz bosszúhadjárat során többek között kivégezték Dukat polgármesterét, Shukri Canét is. Az olaszok 1943. szeptemberi kapitulációját követően német kézre került a település. A brit Special Operations Executive tisztje, Anthony Quayle nyugati jóváhagyással Dukat környékéről irányította az ellenállás szervezését. 1944. február–márciusban Gramában és Dukatban több ízben tartott titkos találkozót a Nemzeti Front képviselőjével, Skënder Muçóval. A német megszállók a falu több lakóját félholtra kínozták büntetésképpen, illetve annak reményében, hogy kezükre adják a brit tisztet.
A második világháborút követően a településtől 5 kilométerre északnyugatra, a mai SH8-as főút nyugati oldalán létrehozták Dukat-Fshat (vagy Dukat i Ri, azaz ’Új-Dukat’) települést, és a két falu lakói közös termelőszövetkezetet alakítva művelték meg a völgy termőföldjeit, nevezetes terményük volt a dukati őszibarack.

## Nevezetességei
A falu határában feltárt bronzkori halomsírok mellett a szárazföld felől – fáradságos túra keretében – Dukatból érhető el egy másik nevezetes régészeti helyszín, az ókori sziklafeliratokat felvonultató Grama-öböl. A falu legjelentősebb műemléke az 1847-es felkelés vezetője, Dervish Aliu kullája (toronyháza).